# Marco Tasca
Marco Tasca, OFMConv. (* 9. června 1957 Sant'Angelo di Piove di Sacco) je italský řeholník, katolický kněz a od roku 2020 arcibiskup janovský.

## Stručný životopis
V roce 1968 vstoupil do minoritského řádu, v roce 1981 složil slavné sliby a o dva roky později byl vysvěcen na kněze. Poté studoval v Římě, kde získal licenciát z psychologie a licenciát z pastorální teologie. V roce 2007 by zvolen provinciálem italské provincie sv. Antonína z Padovy, ale ještě v témže roce se stal 119. generálním ministrem minoritů a tím i velkým kancléřem Papežské univerzity svatého Bonaventury. Tyto funkce zastával až do roku 2019. V květnu 2020 jej papež František jmenoval arcibiskupem janovským . Biskupské svěcení obdržel 11. července 2020 z rukou kardinála Bagnasca, spolusvětiteli byli arcibiskup Gardin a biskup Girotti.